# Palma (margaryna)
Palma – polska marka margaryny, produkowanej od 1972 roku przez Zakłady Tłuszczowe Bielmar z Bielska-Białej.

## Szata graficzna

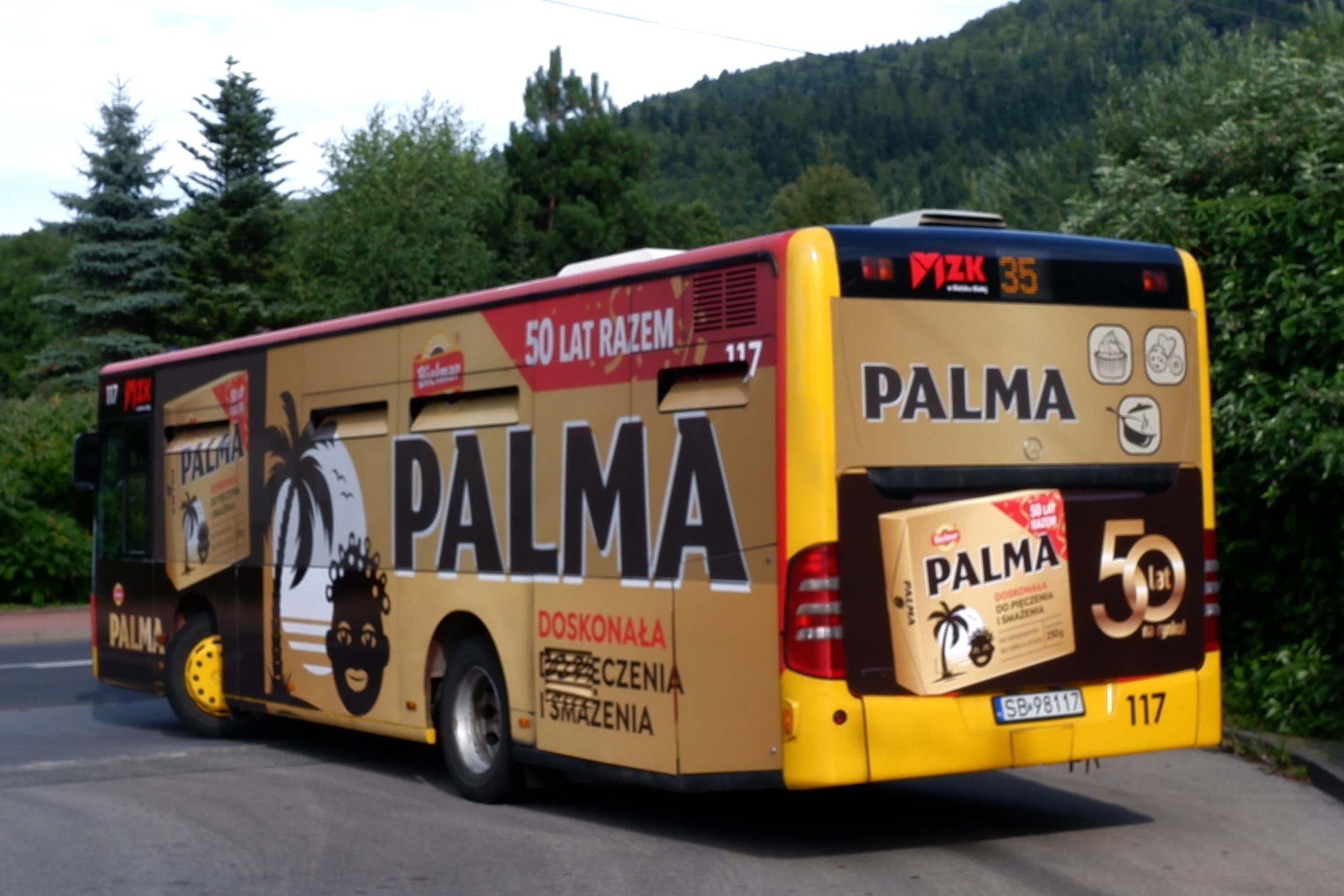
Reklama margaryny Palma na autobusie miejskim MZK Bielsko-Biała (2023)

Nowa szata graficzna została stworzona w 1992 roku przez Marię Rymkowską. Jej główne elementy, czyli czarnoskóry Afrykańczyk, stojący na tle nadmorskiej palmy i zachodzącego Słońca, przyczyniły się do wykreowania przez konsumentów nieoficjalnych nazw produktu, takich jak Margaryna z Murzynkiem lub Złota Palma, które z czasem stały się obiektem kontrowersji.
W listopadzie 2022 roku opakowanie zostało nieznacznie zmienione. Pozostały jednak wszystkie jego charakterystyczne elementy, w tym również te budzące kontrowersje.

## Kontrowersje
Marka margaryny, a dokładniej jej nieoficjalna nazwa Palma z Murzynkiem, w połączeniu z jej charakterystycznym logotypem, stała się obiektem kontrowersji, ze względu na wydźwięk słowa "Murzynek", a także z powodu stereotypowego przedstawienia mieszkańca Afryki na okładce produktu, oraz w spotach reklamowych. Mamadou Diouf z fundacji Afryka Inaczej podkreślał, że ciemne kręcone włosy, ogromne kolczyki, wisiorki i przepaska z liści na biodrach przyczyniają się do wyglądu postaci niczym z kolonizatorskich plakatów. 
Specjalista ds. komunikacji Bielmaru odpowiedział na te zarzuty, przekonując, że grafika nie jest rasistowska, inspirowana była bohaterem wierszyka Bambo autorstwa Juliana Tuwima, a określenie Palma z Murzynkiem nie jest oficjalne, tylko zwyczajowe i wymyślone przez klientów, a firma posługuje się nią jedynie nieoficjalnie. Stwierdził też, że firma nie może zmienić logotypu, ponieważ jest już z nim kojarzona.